# Dinastia argeade

Il Sole di Verghina, considerato lo stemma degli Argeadi.

La dinastia argeade (in greco: οἱ Ἀργεάδαι) fu l'antica casa regnante greca del Regno di Macedonia, dalla fondazione del regno fino al 310 a.C.
Secondo la tradizione descritta nell'antica storiografia greca, traeva origine da Argo, nella Grecia meridionale (da cui il nome argeadi). Inizialmente regnanti della tribù omonima, in seguito stabilirono il loro regno su tutti i macedoni.
Gli esponenti più noti della casata furono Filippo II di Macedonia e suo figlio Alessandro Magno, sotto il cui governo il regno di Macedonia gradualmente guadagnò predominanza su tutta la Grecia, sconfisse l'impero achemenide e si espanse dall'Egitto all'India.
La sua morte sancì l'inizio dell'età ellenistica.

## Origine

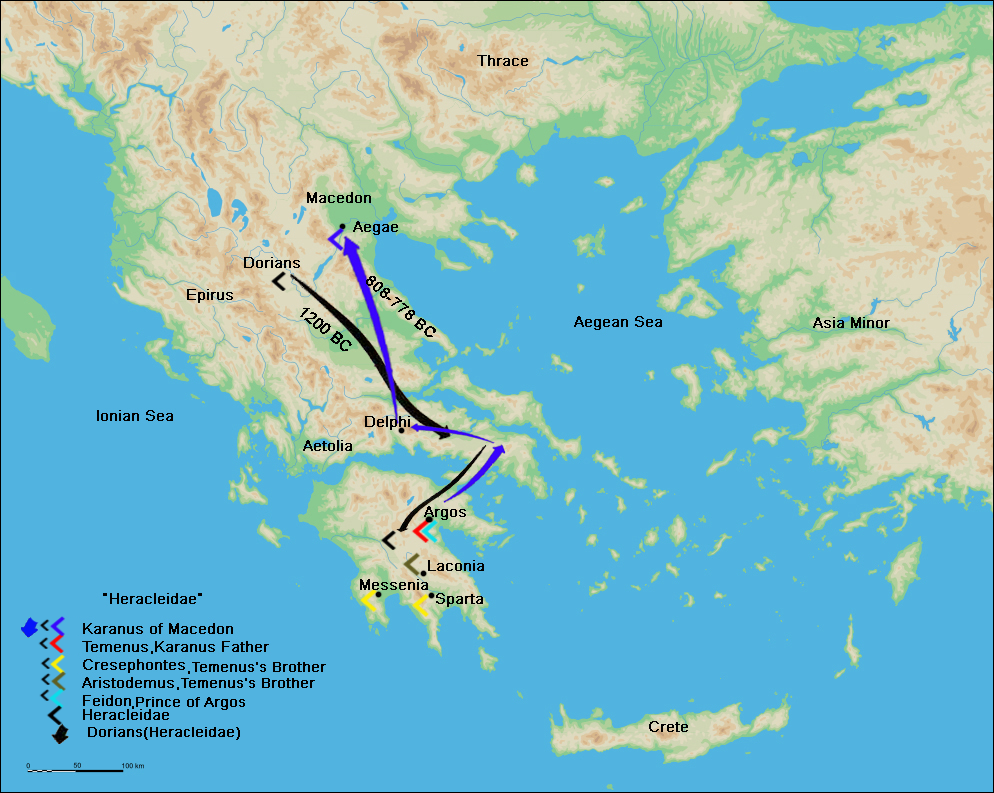
La rotta degli argeadi da Argo, Peloponneso, alla Macedonia.

Gli argeadi dichiaravano di discendere dai temenidi di Argo, nel Peloponneso, il cui leggendario antenato era uno degli Eraclidi, Temeno, pronipote di Eracle (figlio di Zeus, re degli dei e dio dei fulmini e dei tuoni, e di Alcmena). Negli scavi del palazzo reale a Aegae Manolis Andronikos scoprì nella stanza della tomba a "tholos" o grande tumulo (secondo alcuni studiosi il "tholos" era la stanza del trono) un'iscrizione che si ricollega a questa credenza. Ciò viene attestato da Erodoto, in Le storie, dove egli fa menzione di tre fratelli della stirpe di Temeno, Gauane, Aeropo e Perdicca, scappati da Argo per andare dagli illirici e dunque nella Macedonia Superiore, in una città chiamata Lebea, dove essi aiutarono il re. 
Questi chiese loro di lasciare il suo territorio, ascoltando un presagio in base al quale qualcosa di grande sarebbe successa a Perdicca. I giovani pervennero in un'altra parte della Macedonia, vicino al giardino di Mida, sopra il quale stava il monte Bermio. Là essi fecero la loro residenza e gradualmente conquistarono l'intera Macedonia (8.137). Erodoto descrive l'incidente della partecipazione di Alessandro I di Macedonia nei giochi olimpici nel 504 o 500 a.C. La sua partecipazione venne contestata da altri partecipanti in base al fatto che egli non fosse un greco. Gli hellanodikai, tuttavia, dopo avere esaminato la sua rivendicazione argeade gli permisero di partecipare. Alessandro vinse lo stadion (5.22).
Secondo Tucidide, nella Storia della guerra peloponnesiaca, gli argeadi erano in origine temenidi provenienti da Argo, i quali discendevano dagli altopiani della Macedonia inferiore, scacciarono i pieridi dalla Pieria e acquistarono nella Peonia una stretta striscia di territorio lungo il fiume Axios che si estende fino a Pella e al mare. Al loro territorio vi annetterono anche la Migdonia tramite l'espulsione degli edoni, mentre dalla Eordia e Almopia scacciarono rispettivamente gli eordiani e almopiani (2.99).
Il fatto che usassero tholoi micenei, come anche i corredi funerari che sono stati trovati a Sindos, alla foce del Vardar, ad est di Verghina, che conservano in età arcaica il rituale della maschera d'oro, le caratteristiche della società e della monarchia sia politico-sacrale (basileus) che tribale (anax), legano gli Argeadi alle tradizioni arcaiche. Questi dati, unitamente alle continue esaltazioni e ai riferimenti alle discendenze argive da parte della famiglia reale macedone, ci danno la certezza che la popolazione dorica, dopo aver sostanzialmente accettato gran parte delle strutture e usanze civili della civiltà micenea, le abbia mantenute in uso anche in Macedonia, mentre decaddero nel resto della Grecia; con l'eccezione di pochi residui come la duplice monarchia di Sparta, gli Argeadi furono l'unica dinastia, con gli Epiroti Eacidi (i quali invece che da Eracle come Argeadi e spartani, affermavano una discendenza da Achille), che conservava costumi micenei di epoca "omerica", un fatto che faceva guardare loro spesso dai greci di Atene o Tebe come a dei barbari di origine tracia. Essi, dopo l'invasione dorica e il cosiddetto medioevo ellenico seguito al crollo dell'età del bronzo, non adottarono il sistema della polis in epoca classica, ma mantennero in parte il sistema dei grandi palazzi tipico dell'architettura micenea.

## Monarchi
- Carano 808-778 a.C.
- Coeno 778-750 a.C.
- Tirimma
- Perdicca I 700-678 a.C.
- Argeo I 678-640 a.C.
- Filippo I 640-602 a.C.
- Aeropo I 602-576 a.C.
- Alceta I 576-547 a.C.
- Aminta I 547-498 a.C.
- Alessandro I 498-454 a.C.
- Alceta II 454-448 a.C.
- Perdicca II 454-413 a.C.
- Archelao I 413-399 a.C.
- Cratero 399 a.C.
- Oreste e Aeropo II 399-396 a.C.
- Archelao II 396-393 a.C.
- Aminta II 393 a.C.
- Pausania 393 a.C.
- Aminta III 393 a.C.
- Argeo II 393-392 a.C.

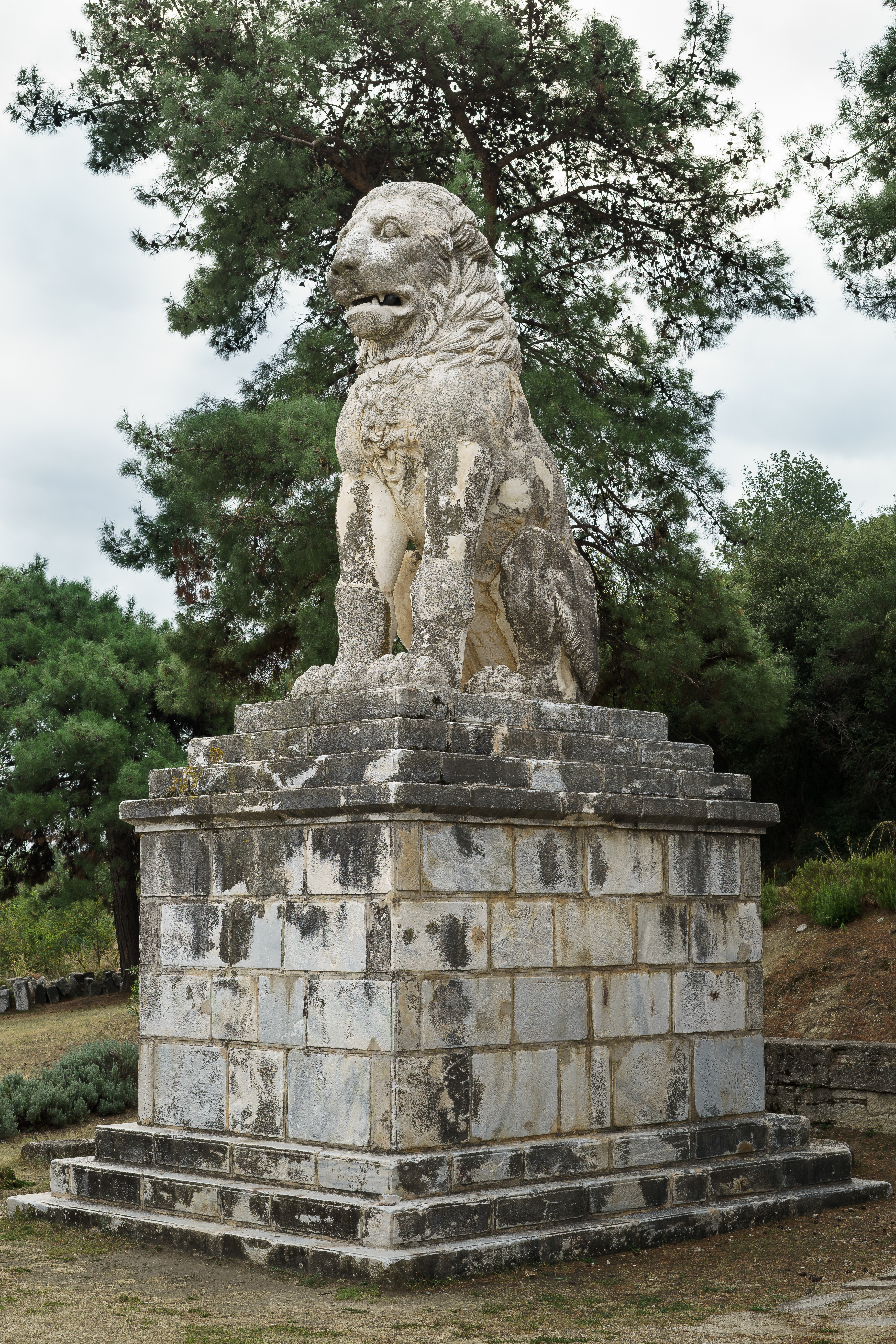
Il Leone, altro simbolo dinastico. Statua ad Anfipoli.

- Aminta III (restaurato) 392-370 a.C.
- Alessandro II 370-368 a.C.
- Tolomeo I di Aloro (usurpatore) 368-365 a.C.
- Perdicca III 365-359 a.C.
- Aminta IV 359-356 a.C.
- Filippo II 359-336 a.C.
- Alessandro III di Macedonia (Alessandro Magno) 336-323 a.C.
  - Antipatro, Reggente di Macedonia durante le campagne di Alessandro, 334-323 a.C., non dinastico
- Filippo III Arrideo 323-317 a.C., soltanto re nominale
- Alessandro IV 323-310 a.C., soltanto re nominale
  - Perdicca, Reggente di Macedonia 323-321 a.C., non dinastico
  - Antipatro, Reggente di Macedonia per Filippo III, 321-319 a.C., non dinastico
  - Poliperconte, Reggente di Macedonia per Alessandro IV 319-317 a.C. (di fatto con Olimpiade d'Epiro), non dinastico
  - Cassandro, Reggente inizialmente per Filippo III 319-317, fino al 310 a.C. per Alessandro IV, da solo fino al 306 a.C., non dinastico, poi re
  - Euridice II di Macedonia, Reggente di fatto per Filippo III, suo zio e marito, nipote di Filippo II, regina consorte, 321-317 a.C.
- Cassandro I, Re di Macedonia 302-297 a.C., non dinastico ma marito di Tessalonica di Macedonia, figlia di Filippo II

La linea maschile si estinse nel 309 a.C. con la morte del giovane Eracle di Macedonia. La discendenza argeade reale continuò in linea femminile negli Antipatridi (poi sostituita dagli Antigonidi), con i tre sovrani  Filippo IV, Antipatro II e Alessandro V (297-294 a.C.).
Gli ultimi discendenti, che recuperarono brevemente il trono furono:
- Antipatro Etesia, 279 a.C.
- Sostene, 279-277 a.C

## Genealogia degli argeadi
```
                
Perdicca I

                        (
700
–
678 a.C.
)
                             |
                         
Argeo I

                        (
678
–
640 a.C.
)
                             |
                        
Filippo I

                        (
640
-
602 a.C.
)
                             |
                        
Aeropo I

                        (
602
–
576 a.C.
)
                             |
                        
Alceta I

                        (
576
–
547 a.C.
)
                             |
                        
Aminta I

                        (
547
–
498 a.C.
)
                             |
                        
Alessandro I

                        (
498
–
454 a.C.
)
                             |
      ———————————————————————————————————————
     |                                       |

Perdicca II
                       
Filippo I di Macedonia

(
485
-
447 a.C.
)                           (? -†.
430 a.C.
)
     |

Archelao I

(
413
-
399 a.C.
)
     |
Periodo di anarchia dopo l'assassinio di Archelao
     |

Aminta III
 - Euridice 

(
389
-
369 a.C.
)
          |
    —————————————————————————————————————————————————————————————————————————————
   |                            |                                                |
 
Alessandro II

(
370
-
368 a.C.
)             
Perdicca III
                                       
Filippo II

                                                                            (
356
–
336 a.C.
)
                          (
365
-
359 a.C.
)
```